# Nièvre
Nièvre é um departamento da França localizado na região Borgonha-Franco-Condado. Nièvre deve seu nome ao rio de mesmo nome. A sede de sua prefeitura é a cidade de Nevers.

## História
O departamento de Niévre foi criado durante a Revolução Francesa no dia 4 de Março de 1790 pela aplicação de uma lei de 22 de Dezembro de 1789, sendo constituída de um pedaço da província da Borgonha.

## Geografia
O departamento de Niévre faz parte da região da Borgonha e faz limite com os departamentos de Yonne, Côte-d'Or, Saône-et-Loire, Allier, Cher e Loiret.
Ao sudoeste o rio Loire se junta ao Allier em Nevers, que é a sede da prefeitura de Niévre. O rio Loire forma a fronteira oeste do departamento com o departamento de Cher. A fronteira leste é formada pelas serra do Morvan que entigamente era explorada para extração de madeira.